# Frontón
Ein Frontón (baskisch pilotaleku) ist die Prellwand (manchmal auch das gesamte Spielfeld) des baskischen Nationalsports Pelota.
Sie ist meist zentral gelegen und je nach Spielvariante zwischen 35 und 60 m lang und bis zu 15 m breit. Die Bauart ist unterschiedlich, in der einfachsten Variante besteht er nur aus einer Wand, teilweise ist das Feld durch eine Seitenwand und manchmal zusätzlich durch eine Rückwand begrenzt. Neben den klassischen Freiluftfrontóns gibt es besonders in Städten auch überdachte Frontóns.
Eine Unterart des Frontóns heißt Trinquete, welche sich durch einen überdachten Unterstand auf einer Seite des Spielfeldes auszeichnet.

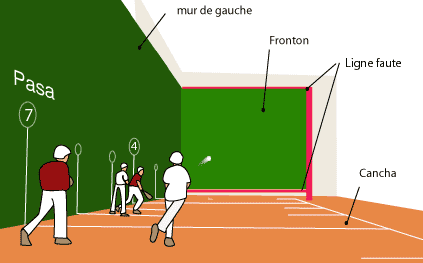
Spielzonen und Positionen im Frontón mit Seitenwand
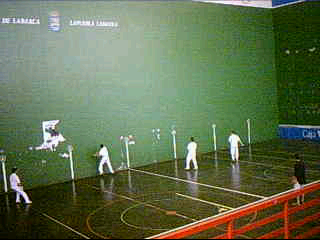
Moderner Frontón
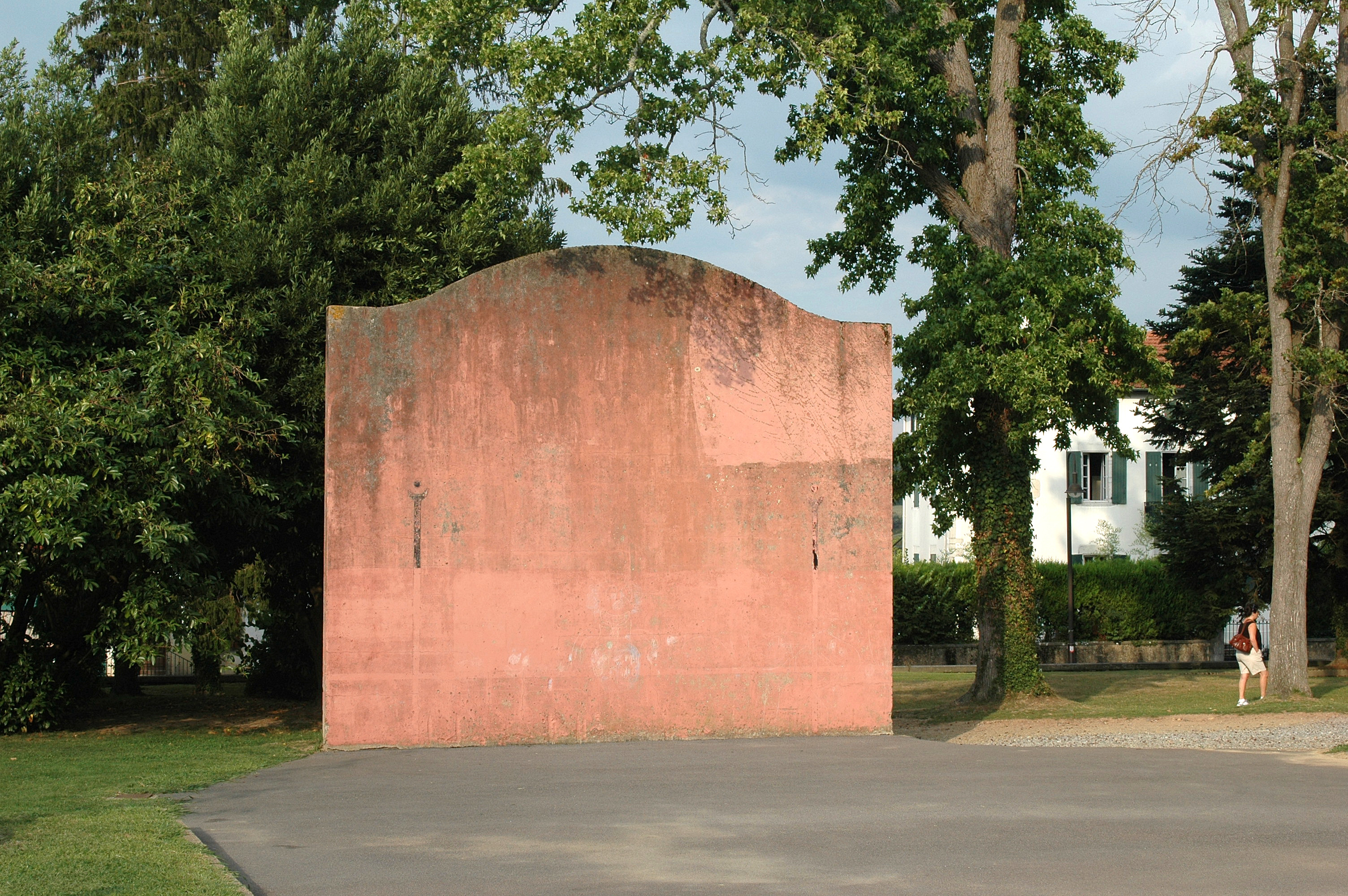
Einfacher Frontón in Ustarritz
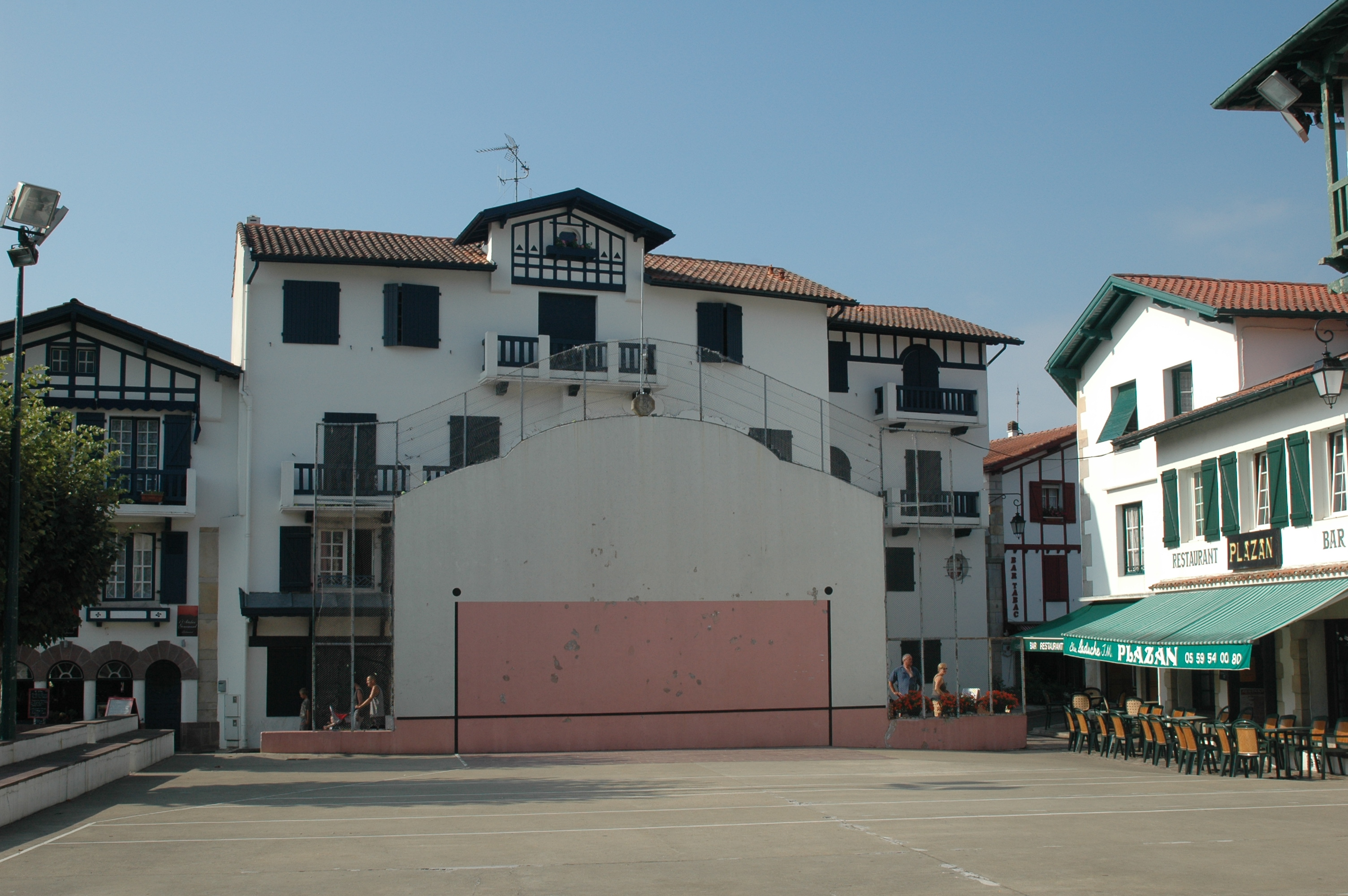
Frontón als Dorfzentrum in Ascain
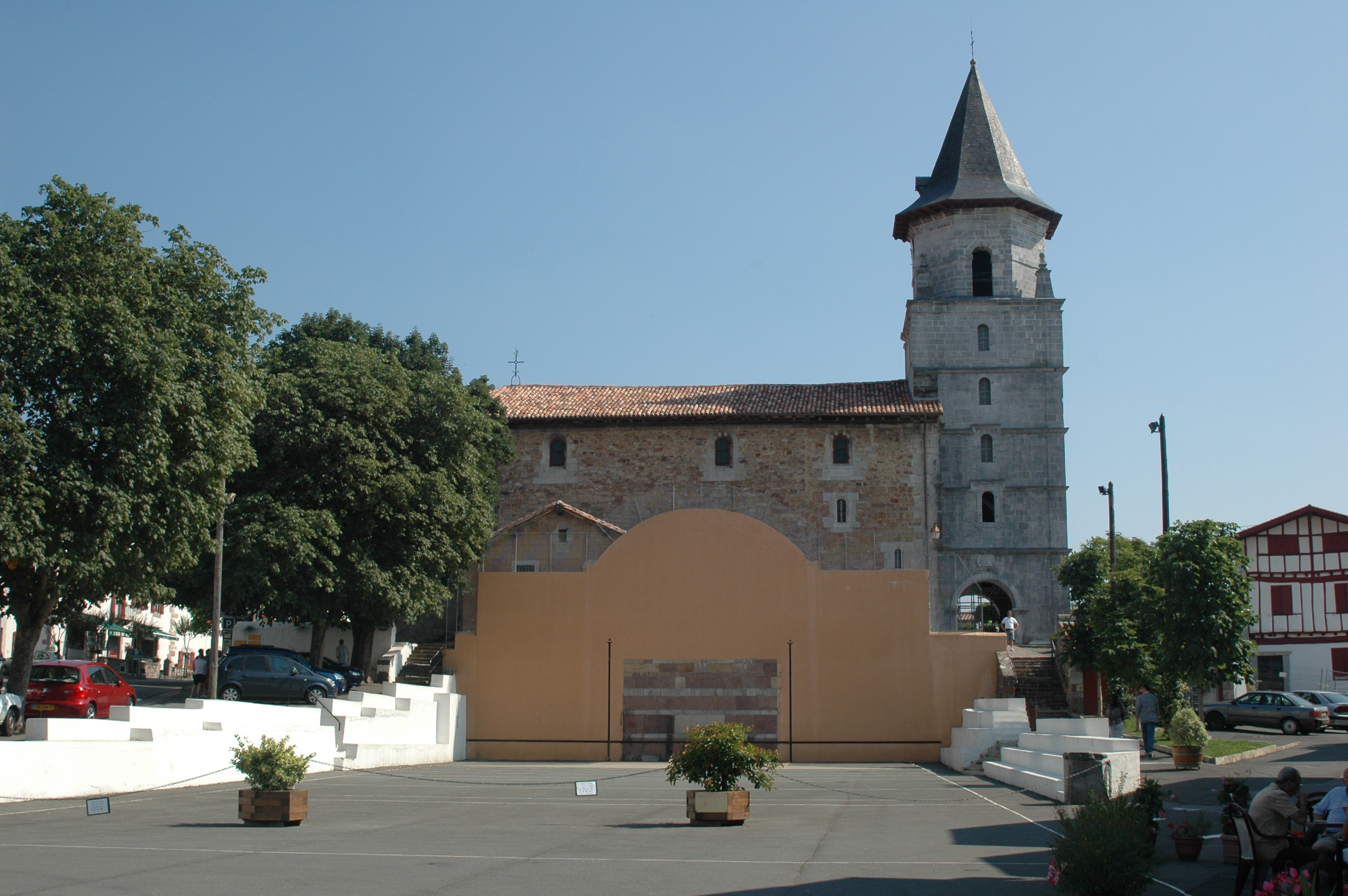
Kirche und Frontón in Ainhoa
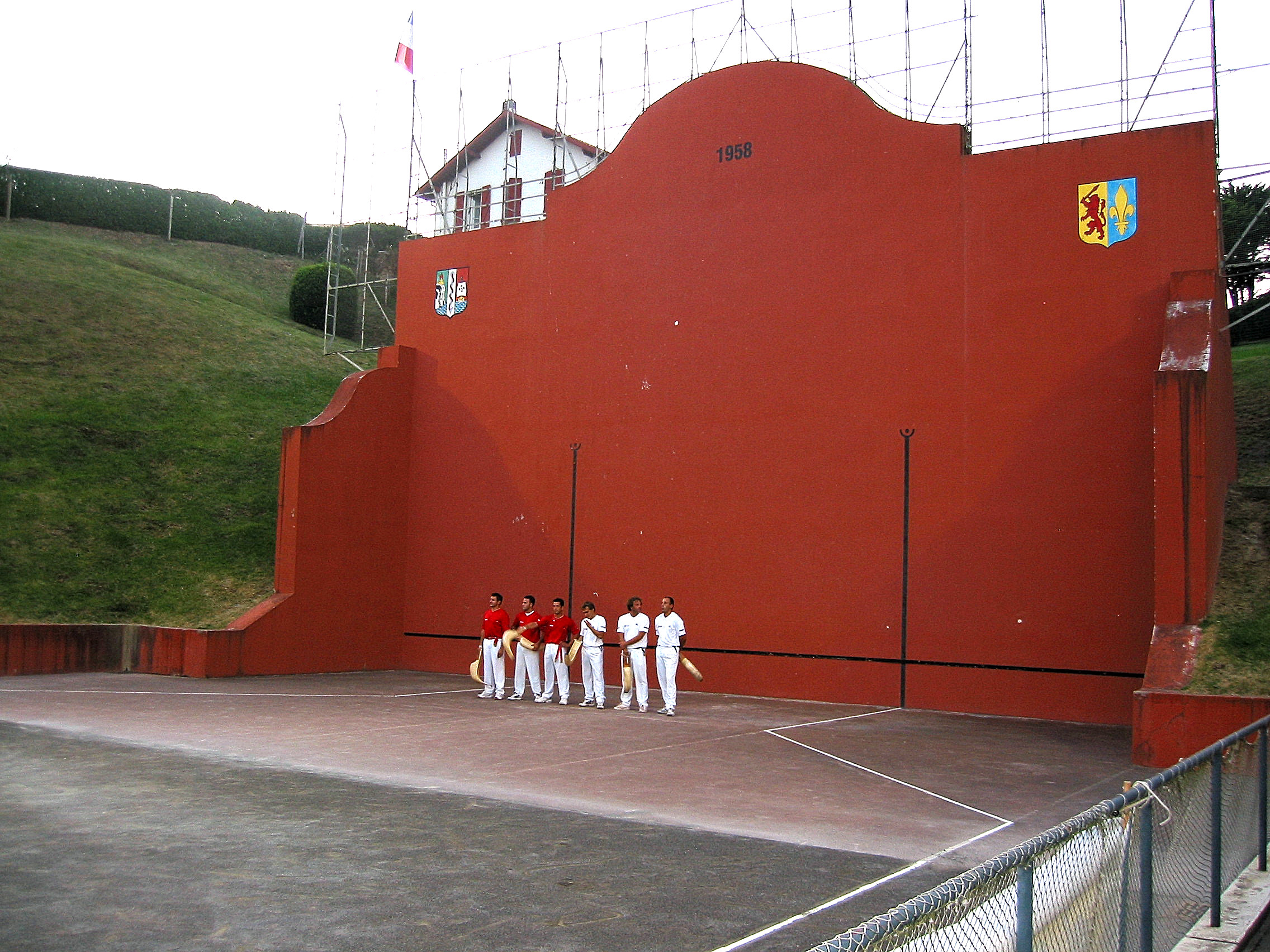
Frontón mit spielbereiten Pelotamannschaften in Bidart
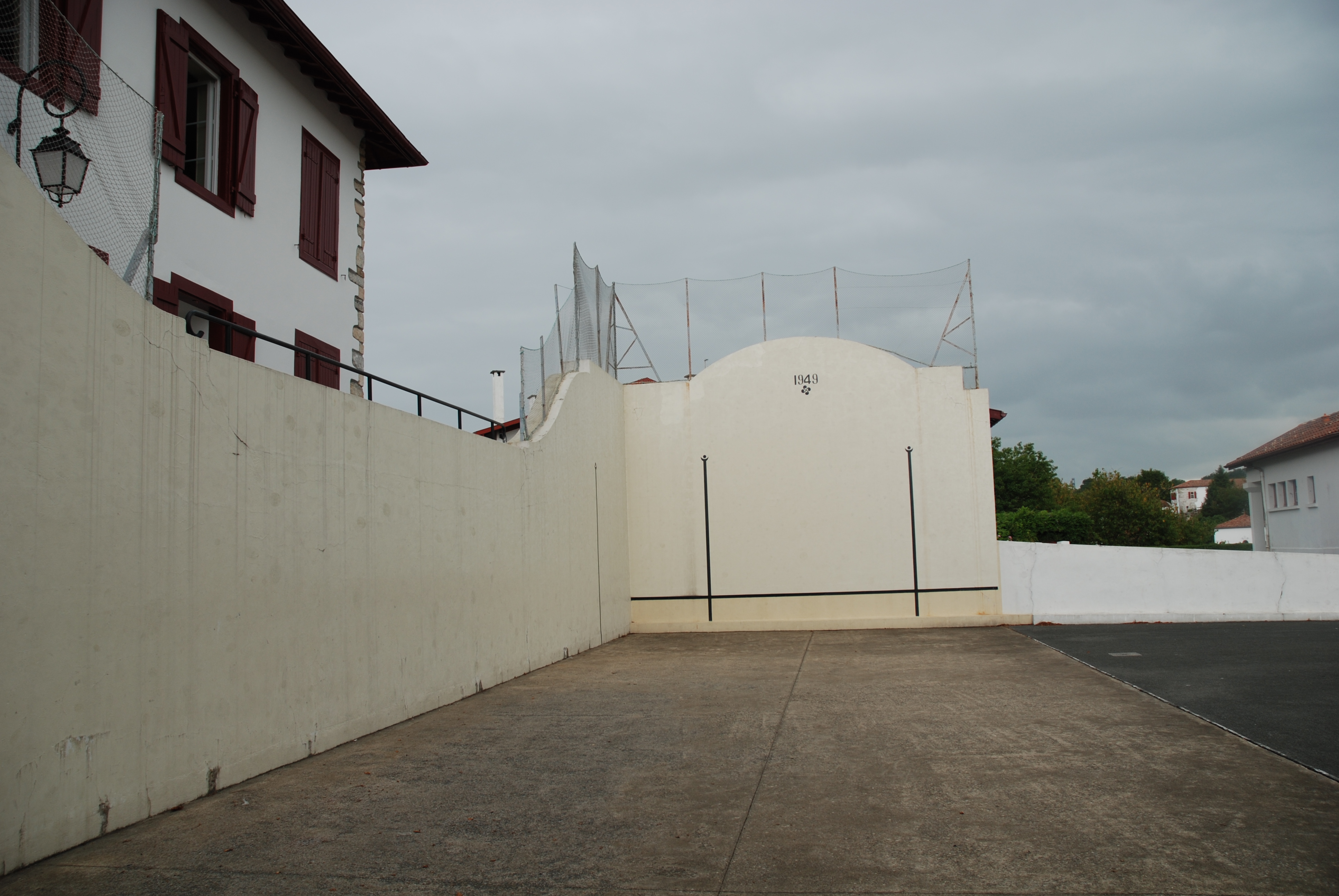
Frontón mit Seitenwand in Villefranque